# Big Daddy (groupe)
Pour les articles homonymes, voir Big Daddy.
 (février 2024).
Big Daddy est un groupe musical américain de satire et de parodie, composé d'acteurs de doublage qui ont été parmi les premiers groupes à créer des mashups - dans leur cas, des chansons anciennes et modernes de la musique pop. Ils sont surtout connus pour les voix du Rhinocéros, du Lion, de la Girafe, du Pingouin, de l'Alligator, du Gorille, de la Tortue, du Serpent, de l'Autruche et de l'Éléphant dans le court-métrage de dessin animé produit par Kurtz and Friends (en), Zoo de Lincoln Park, qui apparaît dans Sesame Street en 1986.

## Histoire
Big Daddy est formé comme un groupe de reprise de chansons anciennes en Californie du Sud dans les années 1970 sous le nom de "Big Daddy Dipstick and the Lube Jobs". Ils ont par la suite commencé à jouer des mashups, qui ont été diffusés par Rhino Entertainment.
Comme pour "Weird Al" Yankovic, le groupe a obtenu sa première percée dans l'émission de radio de Barry Hansen. Ils ont été deux fois listés parmi les albums "Records to Die For" de Stereophile, en 1994 et en 1995,.
En 2012, le groupe reformé a recueilli plus de 36 000 $ par le biais de Kickstarter pour enregistrer l'album Smashing Songs of Stage and Screen. La même année, le chorégraphe Adam Houghland utilise de la musique du catalogue de Big Daddy pour son ballet contemporain, Mashup.

## Filmographie
- Lincoln Park Zoo (1986) ... Rhinocéros/Lion/Girafe/Penguin/Alligator/Gorille/Tortue/Serpent/Autruche/Éléphant (voix)

## Discographie

### Albums
- 1983: Big Daddy alias What Really Happened to the Band of '59[6]
- 1985: Meanwhile... Back in the States
- 1991: Cutting Their Own Groove
- 1992: Sgt. Pepper's
- 1994: Chantmania (as The Benzedrine Monks of Santo Domonica)
- 2000: The Best of Big Daddy
- 2013: Smashing Songs of Stage and Screen
- 2014: Cruisin' Through the Rhino Years

### EPs
- Dancing in the Dark (PE) - 1985 (Making Waves Records) - UK Singles Chart #21[7]
  - "I Write the Songs (en)"
  - "Bette Davis Eyes"
  - "Dancing in the Dark"
  - "Eye of the Tiger"

Autres parodies : I Just Called to Say I Love You, Money for Nothing.